# Kurogane Communication
Kurogane Communication (яп. 鉄コミュニケイション Куроганэ Комюникэйсён, Железная связь) — манга, автором которой является Хидэо Като, а иллюстратором — Томомаса Такума. Публиковалась издательством MediaWorks в ежемесячном журнале Dengeki Daioh с 1997 года. Всего выпущено 3 тома. Манга также была лицензирована и переведена на английский язык компанией Go! Comi в 2008 году.
На основе сюжета манги студией APPP был выпущен аниме-сериал, который транслировался по телеканалу WOWOW с 5 октября 1998 года по 24 марта 1999 года.
В 2003 году Мидзухито Акияма выпустил 2 тома лайт-новел, которые публиковались в Японии под лейблом Dengeki Bunko.

## Сюжет
Действие происходит в далёком постапокалиптическом будущем. Главная героиня — 13-летняя Харука — последний выживший человек на земле после ядерной войны. Она была крионирована и пробуждена 5 роботами. Девушку преследуют воспоминания о прошлом. Существует постоянная угроза для её жизни со стороны военных роботов, но новые члены семьи Харуки всеми силами заботятся о безопасности человека. Девушка же ищет других выживших людей.
К концу истории выясняется, что выжившие покинули Землю и колонизировали Марс. Харуку принимают там. Через много лет она возвращается на Землю с дочерью, чтобы повидаться со своими давними друзьями-роботами.

## Список персонажей
Харука — Она главная героиня а также последний выживший человек на земле. Во время ядерной войны, родители поместили её в крионическую камеру и заморозили, там Харука пробыла 30 лет, пока её не пробудили роботы за год до начала основных событий. Она очень весёлая и трудолюбивая девушка. Очень любит своих новых членов семьи.
Сэйю: Юи Хориэ
Спайк — Он простой робот, похожий на человека. Его основная задача — находиться рядом с Харукой, а также заниматься починкой механических устройств.
Сэйю: Хироми Исикава
Энжела — Она боевой робот, которая внешне похожа на 20-летнюю девушку. Ненавидит людей и поэтому скрывает под маской лицо. Хотела, чтобы роботы убили Харуку вместо того, чтобы пробудить. Позже её отношение к Харуке стало теплее. Её главная задача — защищать девушку и других роботов от опасностей.
Сэйю: Рика Фуками
Ривз — Он женоподобный робот, который занимается обслуживанием, например, готовкой. Иногда выступает в роли отца Харуки.
Сэйю: Норио Хориути
Клерик — Он собирает данные о информации и обрабатывает её. Также выступает в роли учителя Харуки и других. Проводит ежедневные лекции.
Сэйю: Хотю Оцука
Триггер — Он шарообразный робот, который любит собирать пистолеты.
Сэйю: Дзюнко Симаката
Канато — Он человек, того же возраста что и Харука. Его позже находит Харука живущим среди руин. В отличие от девушки он ненавидит всех роботов и машин. Хотя он жил со своей матерью-роботом, он питает к ней неоднородные чувства: с одной стороны ненавидит её, с другой — уважает. После встречи с Харукой у него появляются к ней романтические чувства.
Сэйю: Юка Имай
Хорни — Робот, который защищает Канато. Он боевой робот и запрограммирован уничтожать всех людей, кроме Канато.
Сэйю: Акио Оцука
Лилит и Элис — Защитницы Канато. Они внешне похожи на подростков-близняшек. Они очень преданны своему хозяину и показывают признаки человеческой любви.